# Salvador Navarro (Fußballspieler)
Salvador Navarro Arana (* 1950 in Guadalajara; † 2004 ebenda) war ein mexikanischer Fußballspieler auf der Position eines Verteidigers.
Navarro stand von 1968 bis 1975 beim Club Deportivo Guadalajara unter Vertrag und wechselte anschließend zu den Philadelphia Atoms in die North American Soccer League. Er starb durch Suizid.